# Beats, Melodier & Baby Kaah
Beats, Melodier & Baby Kaah är svenska soulartisten Kaahs tredje album. Albumet innehåller hans hit "Dom tittar när jag dansar". Plattan släpptes under 2001. Skivan rankades av Sonic Magazine i juni 2013 som det 61:a bästa svenska albumet någonsin.

## Låtlista
1. "Baby Kaah tillbaka"
2. "Vakar över dej"
3. "Faller till noll"
4. "Hälsa (Bobby Bling Bling Freestyle)"
5. "Dom tittar när jag dansar"
6. "Allt kan va så bra"
7. "Ingenting kan nånsin va detsamma"
8. "Ut ur mitt huvud"
9. "Vill ha mer"
10. "Tänk om musik"
11. "Så hög"